# Wacław II opawski
Wacław II Opawski (Przemyślida) (ur. ok. 1397, zm. pomiędzy 1445 a 1449) – od ok. 1420 na Głubczycach i Fulneku, od 1433 książę opawski. 
Wacław II był najstarszym synem księcia opawskiego Przemka I i Anny von der Lutzke. Urodził się około 1397 i jeszcze za życia zmarłego w 1433 ojca był przygotowywany to przejęcia całości księstwa. W ten sposób książę opawski Przemek chciał uniknąć nadmiernego rozdrobnienia niewielkich już posiadłości śląskich Przemyślidów. Własny dział Wacław otrzymał już ok. 1420 i były to Głubczyce, oraz dom książąt opawskich w Pradze. 
Po wybuchu wojen husyckich Wacław podobnie, jak jego ojciec początkowo poparł króla Zygmunta Luksemburczyka i np. 1421 wziął udział w wyprawie we wschodnich Czechach. W 1428 wobec jednak pełnego zwycięstwa husytów i zniszczenia przez nich Głubczyc Wacław II przeszedł na ich stronę zawierając nawet z innowiercami formalny sojusz. 
Sprzymierzenie się Wacława z husytami nie uchroniło księstwa od zniszczenia podczas wojny domowej w Czechach, gdyż w 1436 jego dobra najechał książę karniowski Mikołaj V, zaś rok później Polacy.   
Po śmierci ojca Wacław II przeciwstawiał się wszelkim tendencjom decentralizacyjnym ze strony młodszych braci: Mikołaja IV, Wilhelma, Ernesta i Przemka II dopuszczając ich tylko do formalnych współrządów. 
W 1440 Wacław popadłszy w tarapaty finansowe był zmuszony zastawić księciu opolskiemu Bolkowi V miasto Cukmantl i zamek Edelštejn.
Wacław II był żonaty z nieznaną bliżej z Elżbietą z Kravař, z którą to doczekał się dwóch synów (byli to: Jan III Pobożny późniejszy książę głubczycki i Hanusz pan na Fulneku) i córki (Anna zmarła 15 kwietnia 1505, wydana za Jana Zajice z Hasenburka.
Nie wiadomo kiedy dokładnie Wacław zmarł musiało to jednak nastąpić pomiędzy  1445 a 1449.  